# Philippe Capron
Philippe Capron, né le 25 mai 1958, est un homme d’affaires français. Son père Pierre Capron était polytechnicien et marié à Françoise Doucere.

## Biographie

### Éducation
Philippe Capron est diplômé des Hautes Études commerciales (HEC) de Paris, de l'Institut d'études politiques de Paris (Sciences Po) et de l’École nationale d’administration (ENA, major de la voie économique),.

### Carrière
De 1979 à 1981, il est l’assistant du président et secrétaire du Conseil d'administration du groupe Sacilor. Il devient Inspecteur des Finances en 1985.
Philippe Capron est nommé directeur général de la banque Duménil Leblé en 1990, avant de devenir associé, en 1992, du cabinet de conseil stratégique Bain & Company.
En 1994, il rejoint le groupe Euler, comme directeur du développement international. Il exerce la fonction de PDG d’Euler-SFAC de 1998 à 2000.
En novembre 2000, il rejoint le groupe Usinor comme directeur financier, où il est également membre du comité exécutif jusqu’à 2002, année où il est nommé PDG d’Arcelor Packaging. Début 2006, il devient CFO d’Arcelor, juste au moment du déclenchement de l’OPA hostile du groupe Mittal. 
En avril 2007, Philippe Capron est nommé membre du directoire et directeur financier du groupe Vivendi.
En 2014, il est nommé directeur général adjoint, chargé des finances du groupe Véolia.
En 2018, il est pressenti pour prendre la tête d'Air France avant d'être écarté de la course. Il rejoint alors la banque Perella Weinberg en tant qu’associé.